# Порт-Кемпбелл (національний парк)
Національний парк Порт-Кемпбелл (англ. Port Campbell National Park) — національний парк у південно-західному районі Барвон штату Вікторія, Австралія. Національний парк площею 17,5 квадратного кілометра (1 750 га), за іншими даними 18,3 квадратного кілометра (1 830 га), розташований приблизно за 190 кілометрів на південний захід від Мельбурна та приблизно за 10 кілометрів на схід від міста Ворнамбул. Парк розташований поруч із Національним парком Грейт-Отвей та Прибережним парком затоки Айлендс.

## Історія

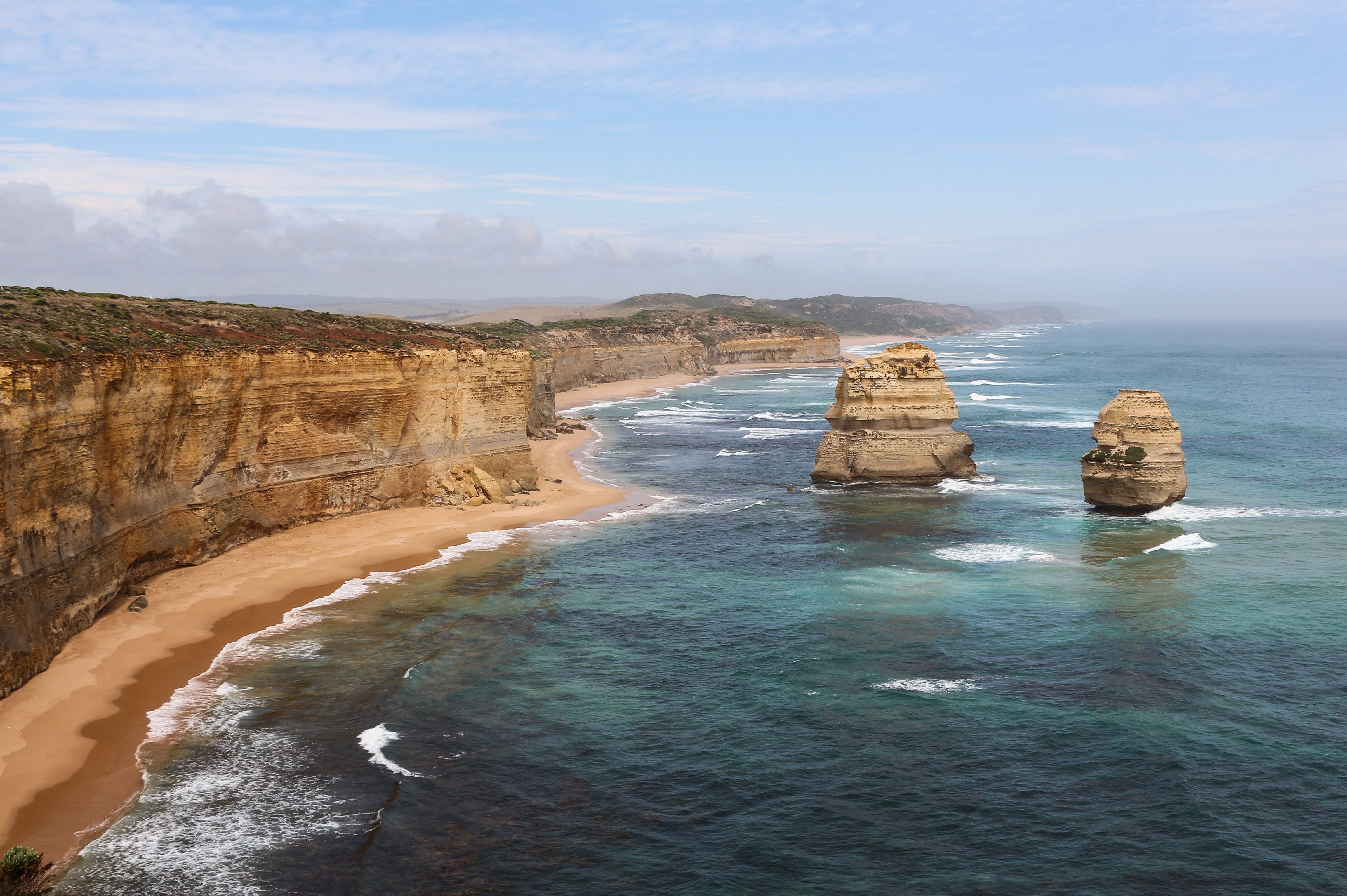
Скелі «Дванадцять апостолів в парку

Національний парк Порт-Кемпбелл був відкритий 5 травня 1964 для захисту вапнякових утворень на узбережжі та поблизу нього, що прилягає до Великого океанського шляху і мав спочатку площу в 7 квадратних кілометрів (700 га). До 1981 року площа парку виросла до 17,5 км²; він простягся від східної сторони затоки Кердіс поблизу містечка Пітерборо (на заході) до мису Рональд у містечку Принстаун (на сході). У 2002 році Професійна асоціація рибалок містечка Порт-Кемпбелл безуспішно намагалася заблокувати створення запропонованого морського національного парку на місці групи вапнякових скель Дванадцять Апостолів, але була задоволена пізнішим рішенням уряду штату Вікторія не дозволити сейсморозвідку на тому ж місці компанією «Benaris Energy»; вважаючи, що це зашкодить морському життю.

## Геологія
Глина та вапняк, що утворюють основу сучасних морських ландшафтів національного парку, належать до геологічної одиниці під назвою «Вапняк Порт-Кемпбелл». 7-14 мільйонів років тому (за іншими даними від 10 до 20 мільйонів років тому) останки морських тварин осіли на морському дні та ущільнилися у вапняк. Берегова лінія в ті часи (епоха міоцену) була розташована на 70 км північніше від сучасної берегової лінії. Коли море відступило, воно оголило м’яку породу. Протягом тисячоліть хвилі та припливи, невпинно обробляли скелі узбережжя, які сягати до 70 метрів у висоту. При цьому були утворені глибокі ущелини та скельні вершини, острови та кам’яні арки. Ерозія постійно прогресує, і тому берегова лінія парку постійно змінюється.

## Визначні місця

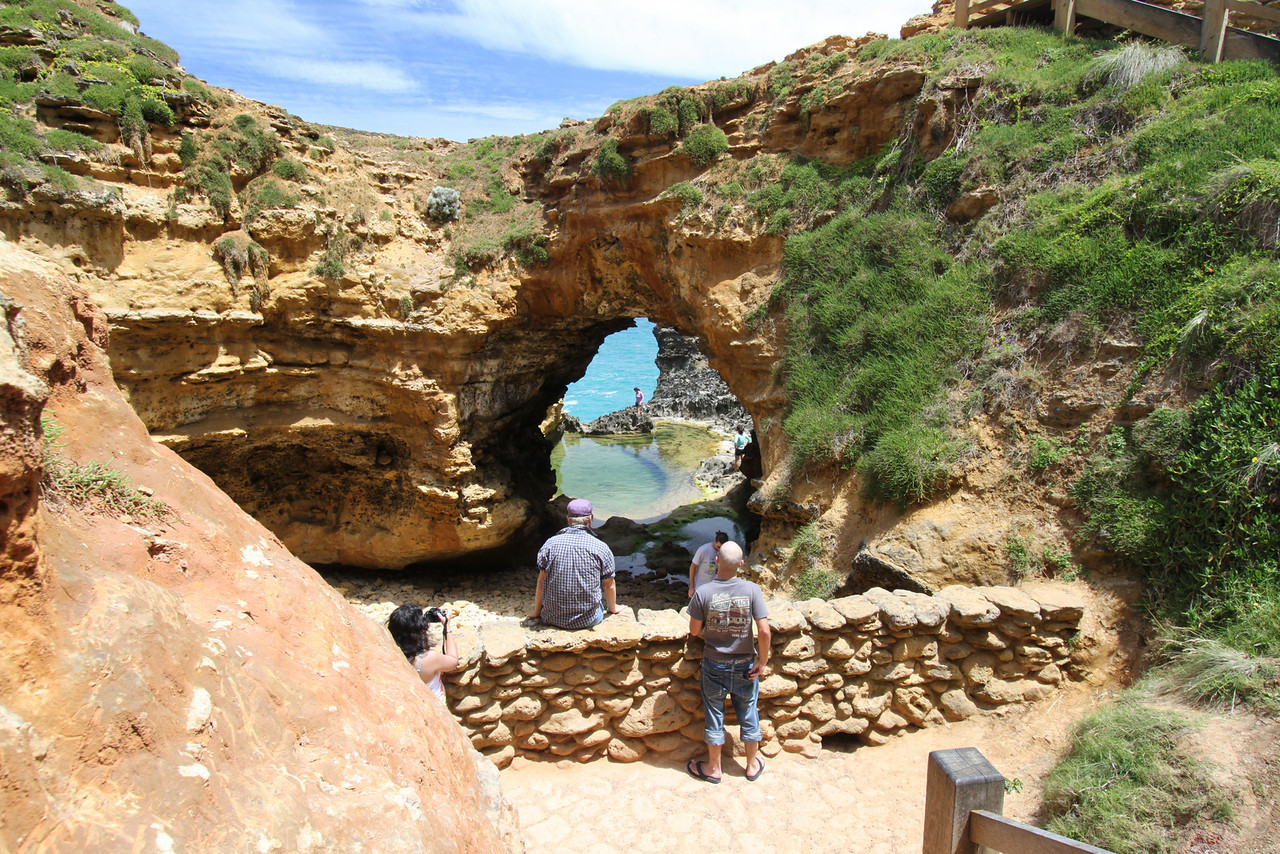
«Грот»

Національний парк Порт-Кемпбелл має безліч стрімких скель, з яких відкривається вид на прибережні острівці, стовпоподібні скелі, ущелини, арки та вирви. Як частина «Узбережжя корабельних аварій», тут розташовано кілька туристичних пам'яток, зокрема:
- Група вапнякових скель «Дванадцять апостолів» — вісім окремо розташованих скель у морі;
- «Лондонська арка» — до обвалу одного з двох прогонів у 1990 році мала назву «Лондонський міст»;
- Ущелина «Лох-Ард»[en] — дві ущелини, з'єднані піщаним пляжем з печерою;
- Острів Матон-Берд[de] — острів з колонією буревісників;
- «Сходи Гібсона»[en] — круті сходи на пляж з видом на двох апостолів;
- «Грот»[en] — карстова провалля;
- Печера «Грім" — 100-метровий тунель з отвором, який видає голосний рев, коли об нього б'ються хвилі.

## Флора
Парк постійно піддається агресивному впливу морських солоних бризів, а вершини скель особливо вразливі через суворі погодні умови Південного океану. Однак, тендітні луки та вересові пустища все ще можуть розвиватися, підтримуючи такі види рослин, як сонячна орхідея (Thelymitra) та павукоподібна орхідея (Caladenia). У заповідних територіях рослинний світ включає верес бородатий (Leucopogon), шпинат звичайний (Tetragonia implexicoma), прибережну ромашку (Olearia axillaris) та подушечний чагарник (Leucophyta). У дикій місцевості зустрічається різноманітний асортимент казуаринових (Casuarinaceae) дерев та кущів, кизилів (Cornus), корреї (Correa), Messmate, гвінейської квітки (Hibbertia dentata), шерстистого чайного дерева (Leptospermum lanigerum) та запашного чайного дерева (Melaleuca).

## Фауна

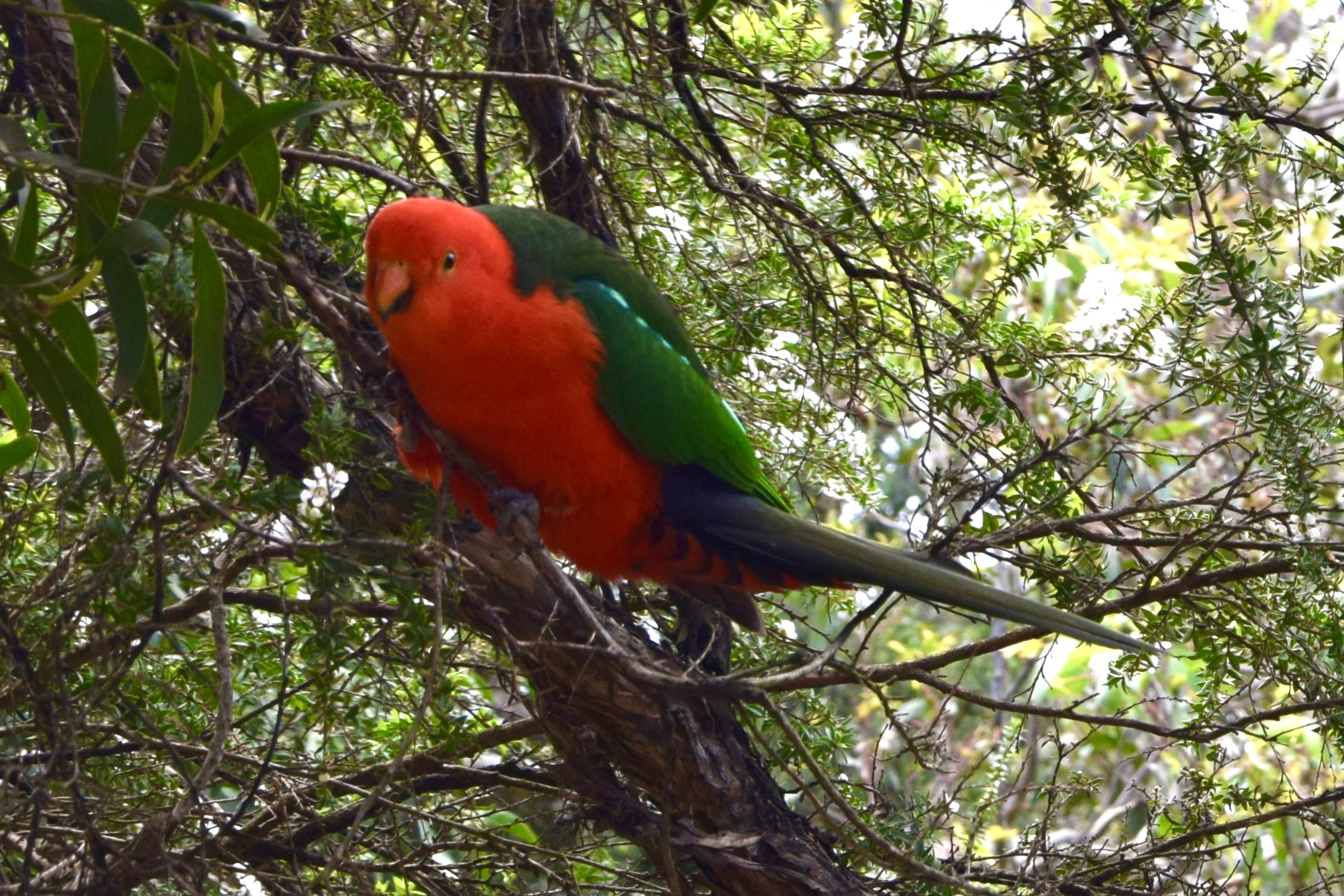
Алістер королівський

Фауна парку переважно орнітологічна; і включає таких птахів як: медолюбових (Meliphagidae), південних ему (Stipiturus malachurus) та казкових воловоочкових (Troglodytidae), болотяних лунів (Circus approximans), рудих щетинкодзьобів (Dasyornis broadbenti), сапсанів (Falco peregrinus), пеліканів (Pelecanus), качок, чорних лебедів (Cygnus atratus) та чапель. Також у парку було помічено австралійського королівського папугу, або алістера королівського (Alisterus scapularis). Пінгвіни (Spheniscidae), крячки (Sterninae) мешкають вздовж берегової лінії, а пісочники чорноголові (Thinornis cucullatus) гніздяться на відкритих місцях. У морі живуть австралазійські олуші (Morus serrator), мандрівні альбатроси (Diomedea exulans) та короткохвості буревісники (Procellariidae). Серед наземних тварин парку є південний коричневий бандикут (Isoodon obesulus), болотний антехінус (Antechinus minimus) та єхидна (Tachyglossidae).

## Галерея
| Скелі «Дванадцять апостолів» | Ущелина «Лох-Ард» | «Лондонський міст» до обвалу |

## Нотатки
1. ↑  Не плутати луня болотяного (Circus approximans) з лунем очеретяним (Circus aeruginosus), якого також інколи називають болотяним лунем.